# Encyclia profusa
Encyclia profusa är en orkidéart som först beskrevs av Robert Allen Rolfe, och fick sitt nu gällande namn av Robert Louis Dressler och Glenn E. Pollard. Encyclia profusa ingår i släktet Encyclia och familjen orkidéer. Inga underarter finns listade i Catalogue of Life.